# Tái Hãn
Tái Hãn (giản thể: 赛罕区; phồn thể: 賽罕區; bính âm: Sàihǎn Qū) là một khu (quận) của địa cấp thị Hohhot, khu tự trị Nội Mông Cổ, Trung Quốc.

### Nhai đạo
- Nhân dân Lộ (人民路街道)
- Đại Học Tây Lộ (大学西路街道)
- Ô Lan Sát Bố Lộ (乌兰察布路街道/Ulaan Chab)
- Đại Học Đông Lộ (大学东路街道)
- Trung Chuyên Lộ (中专路街道)

### Trấn
- Xảo Báo (巧报镇)
- Du lâm (榆林镇)
- Ba Ngạn (巴彦镇)
- Hoàng Hiệp Thiểu (黄合少镇)
- Kim Hà (金河镇)

### Hương
- Tây Bả Sách (西把栅乡)